# John Harley
John Harley (també conegut com a Juan Harley) (Glasgow, 1886 - Montevideo, 1960) fou un futbolista uruguaianoescocès.

## Biografia
El 1911, John Harley va sortir de Buenos Aires i va arribar a la seu del Club Atlético Peñarol (Montevideo) per treballar a la companyia de ferrocarrils del Riu de la Plata. Es va unir al club CURCC, el qual més endavant seria conegut com a Club Atlético Peñarol. Se li atribueix haver revolucionat la qualitat tècnica dels uruguaians amb el pas del joc anglès, llançant pilotes llargues a l'aire, amb l'estil escocès, i que consistia en passades curtes. Va jugar al Peñarol per deu temporades.
També va presentar els dispositius tàctics que defineixen les posicions dels jugadors amb l'objectiu de promoure el desenvolupament del joc. Fou entrenador de Peñarol.
Es troba enterrat al Cementiri Britànic de Montevideo, Uruguai.

### Carrera internacional
Harley va jugar el seu primer partit per a l'Uruguai el setembre de 1909. Va jugar l'últim dels seus 17 partits a la selecció nacional uruguaiana l'octobre de 1916.

### Clubs
- 1906-1908:  Club Ferro Carril Oeste
- 1909-1920:  Club Atlético Peñarol